# Unione Sportiva Salernitana 1951-1952
Questa pagina raccoglie i dati riguardanti l'Unione Sportiva Salernitana nelle competizioni ufficiali della stagione 1951-1952.

## Stagione
Nella stagione 1951-1952 Rudy Hiden viene confermato in panchina dal presidente Ferro, e la Salernitana va in ritiro ad Acerno per la preparazione stagionale.
La Salernitana 1951-1952 risulta indebolita dal mercato estivo, avendo ceduto preziosi elementi a squadre di Serie A, e per questo motivo l'obiettivo stagionale dei campani è nuovamente la salvezza.
Alla quinta giornata il Genoa è di scena a Salerno, e dopo che l'arbitro concede un calcio di rigore agli ospiti dopo non averne dato uno ai padroni di casa, e alla conseguente realizzazione di Pravisano, la tifoseria della Salernitana lancia oggetti in campo e lo invade, e questo comporta la sconfitta a tavolino e la squalifica del "Comunale" per due turni.
Il 20 aprile 1952, a quattro stagioni di distanza dall'ultimo campionato dei granata in Serie A, la Roma, guidata dall'allenatore della Salernitana in A, Gipo Viani, ritorna a calcare il prato del Comunale poiché retrocessa in Serie B. La sfida con i salernitani si concluderà in pareggio e a fine gara, sulla pista di atletica dello stadio, i tifosi granata inscenano un ironico corteo funebre per prendere in giro la Roma, squadra che, per salvarsi dalla B quattro anni prima, era stata favorita nello scontro diretto contro la Salernitana dall'arbitro Vittorio Pera (che in seguito, per altri favoritismi verso i giallorossi venne squalificato a vita), nel match che si concluse 1-0 per i "lupacchiotti", con gol viziato da fallo sul portiere.
Alla fine del torneo la Salernitana risulterà a metà classifica, ottenendo la matematica salvezza già con tre giornate di anticipo.

## Divise
La divisa della Salernitana 1951-1952.
| Manica sinistra · Maglietta · Maglietta · Manica destra · Pantaloncini · Calzettoni · Calzettoni |

## Organigramma societario
Fonte
Area direttiva
- Presidente: Marcantonio Ferro
- Segretario: Bruno Somma

Area tecnica
- Allenatore: Rodolphe Hiden
- Allenatore in seconda: Mario Saracino

Area sanitaria
- Medico Sociale: Gino Bernabò
- Massaggiatore: Alberto Fresa

## Rosa
Fonte
| N. |                   | Ruolo | Calciatore        |
| -- | ----------------- | ----- | ----------------- |
|    | Italia (bandiera) | P     | Aldo D'Ambrosi    |
|    | Italia (bandiera) | P     | Guerino Siligardi |
|    | Italia (bandiera) | D     | Dino Fragni       |
|    | Italia (bandiera) | D     | Aristide Griffith |
|    | Italia (bandiera) | D     | Pietro Miniussi   |
|    | Italia (bandiera) | D     | Mauro Tuccini     |
|    | Italia (bandiera) | C     | Luigi Bertoli     |
|    | Italia (bandiera) | C     | Quinto Bertoloni  |
|    | Italia (bandiera) | C     | Basilio Cabas     |
|    | Italia (bandiera) | C     | Giuseppe Dardo    |

| N. |                   | Ruolo | Calciatore            |
| -- | ----------------- | ----- | --------------------- |
|    | Italia (bandiera) | C     | Renato Fioravanti     |
|    | Italia (bandiera) | C     | Antonio Gioia         |
|    | Italia (bandiera) | C     | Franco Giraudo        |
|    | Italia (bandiera) | C     | Luigi Moltrasio       |
|    | Italia (bandiera) | C     | Marcello Taccola      |
|    | Italia (bandiera) | A     | Giovanni Castagnola   |
|    | Italia (bandiera) | A     | Costantino De Andreis |
|    | Italia (bandiera) | A     | Mario Ronchi          |
|    | Italia (bandiera) | A     | Pietro Sotgiu         |

## Risultati

### Serie B

#### Girone di andata
| Salerno 9 settembre 1951 1ª giornata                                           | Salernitana | 3 – 1 referto | Verona | Stadio Comunale |
| \| \| \| \| \| Bertoloni 8’ De Andreis 32’, 78’ \| Marcatori \| 22’ Begalli \| |             |               |        |                 |
|                                                                                |             |               |        |                 |
| Bertoloni 8’ De Andreis 32’, 78’                                               | Marcatori   | 22’ Begalli   |        |                 |

| Arbitro: | Tibaldi (Savona) |

|                                                         |           |                   |
| De Andreis 7’ Castagnola 28’ Giraudo 61’ Cabas 67’, 86’ | Marcatori | 42’ Brighenti (I) |

| Palermo 23 settembre 1951 3ª giornata                    | Catania   | 1 – 1 Campo neutro referto | Salernitana | Stadio La Favorita |
| \| \| \| \| \| Randon 59’ \| Marcatori \| 70’ Giraudo \| |           |                            |             |                    |
|                                                          |           |                            |             |                    |
| Randon 59’                                               | Marcatori | 70’ Giraudo                |             |                    |

| Siracusa 30 settembre 1951 4ª giornata                                   | Siracusa  | 2 – 1 referto  | Salernitana | Stadio Vittorio Emanuele III |
| \| \| \| \| \| Bussone 1’ Cavaleri 84’ \| Marcatori \| 14’ Castagnola \| |           |                |             |                              |
|                                                                          |           |                |             |                              |
| Bussone 1’ Cavaleri 84’                                                  | Marcatori | 14’ Castagnola |             |                              |

| Salerno 7 ottobre 1951 5ª giornata | Salernitana | 0 – 2 A tavolino referto | Genoa | Stadio Comunale |

| Monza 14 ottobre 1951 6ª giornata                                          | Monza     | 2 – 0 referto | Salernitana | Stadio San Gregorio |
| \| \| \| \| \| Colombetti 48’ (rig.) Alberti 69’ (rig.) \| Marcatori \| \| |           |               |             |                     |
|                                                                            |           |               |             |                     |
| Colombetti 48’ (rig.) Alberti 69’ (rig.)                                   | Marcatori |               |             |                     |

| Vomero 21 ottobre 1951 7ª giornata                            | Salernitana | 2 – 0 Campo neutro referto | Piombino | Stadio della Liberazione |
| \| \| \| \| \| Taccola 1’ Coeli 62’ (aut.) \| Marcatori \| \| |             |                            |          |                          |
|                                                               |             |                            |          |                          |
| Taccola 1’ Coeli 62’ (aut.)                                   | Marcatori   |                            |          |                          |

| Arbitro: | Savio (Torino) |

|            |           |            |
| Bonaiti 7’ | Marcatori | 1’ Giraudo |

| Caserta 4 novembre 1951 9ª giornata          | Salernitana | 0 – 1 Campo neutro referto | Messina | Stadio Alberto Pinto |
| \| \| \| \| \| \| Marcatori \| 23’ Fabbri \| |             |                            |         |                      |
|                                              |             |                            |         |                      |
|                                              | Marcatori   | 23’ Fabbri                 |         |                      |

| Lodi 18 novembre 1951 10ª giornata | Fanfulla | 0 – 0 referto | Salernitana | Stadio Dossenina |

| Roma 2 dicembre 1951 11ª giornata                         | Roma      | 2 – 0 referto | Salernitana | Stadio Nazionale |
| \| \| \| \| \| Andersson 44’ Galli 69’ \| Marcatori \| \| |           |               |             |                  |
|                                                           |           |               |             |                  |
| Andersson 44’ Galli 69’                                   | Marcatori |               |             |                  |

| Salerno 9 dicembre 1951 12ª giornata                      | Salernitana | 1 – 1 referto | Treviso | Stadio Comunale |
| \| \| \| \| \| De Andreis 33’ \| Marcatori \| 9’ Persi \| |             |               |         |                 |
|                                                           |             |               |         |                 |
| De Andreis 33’                                            | Marcatori   | 9’ Persi      |         |                 |

| Salerno 16 dicembre 1951 13ª giornata                          | Salernitana | 2 – 1 referto | Livorno | Stadio Comunale |
| \| \| \| \| \| Moltrasio 29’, 60’ \| Marcatori \| 68’ Bacci \| |             |               |         |                 |
|                                                                |             |               |         |                 |
| Moltrasio 29’, 60’                                             | Marcatori   | 68’ Bacci     |         |                 |

| Castellammare di Stabia 23 dicembre 1951 14ª giornata         | Stabia    | 1 – 1 referto      | Salernitana | Stadio San Marco |
| \| \| \| \| \| Palma 5’ \| Marcatori \| 35’ (aut.) Casuzzi \| |           |                    |             |                  |
|                                                               |           |                    |             |                  |
| Palma 5’                                                      | Marcatori | 35’ (aut.) Casuzzi |             |                  |

| Reggio nell'Emilia 30 dicembre 1951 15ª giornata                        | Reggiana  | 2 – 1 referto | Salernitana | Stadio Comunale Mirabello |
| \| \| \| \| \| Mannocci 38’ Zucchini 56’ \| Marcatori \| 80’ Giraudo \| |           |               |             |                           |
|                                                                         |           |               |             |                           |
| Mannocci 38’ Zucchini 56’                                               | Marcatori | 80’ Giraudo   |             |                           |

| Salerno 6 gennaio 1952 16ª giornata                          | Salernitana | 2 – 0 referto | Marzotto Valdagno | Stadio Comunale |
| \| \| \| \| \| Giraudo 20’ De Andreis 32’ \| Marcatori \| \| |             |               |                   |                 |
|                                                              |             |               |                   |                 |
| Giraudo 20’ De Andreis 32’                                   | Marcatori   |               |                   |                 |

| Salerno 13 gennaio 1952 17ª giornata                       | Salernitana | 1 – 1 referto | Venezia | Stadio Comunale |
| \| \| \| \| \| Bertoloni 75’ \| Marcatori \| 48’ Presca \| |             |               |         |                 |
|                                                            |             |               |         |                 |
| Bertoloni 75’                                              | Marcatori   | 48’ Presca    |         |                 |

| Pisa 20 gennaio 1952 18ª giornata                          | Pisa      | 1 – 1 referto  | Salernitana | Stadio Arena Garibaldi |
| \| \| \| \| \| Lenci 67’ \| Marcatori \| 89’ Castagnola \| |           |                |             |                        |
|                                                            |           |                |             |                        |
| Lenci 67’                                                  | Marcatori | 89’ Castagnola |             |                        |

| Salerno 27 gennaio 1952 19ª giornata                                                            | Salernitana | 2 – 2 referto                   | Vicenza | Stadio Comunale |
| \| \| \| \| \| Castagnola 58’ De Andreis 88’ \| Marcatori \| 69’ Renzulli 86’ (rig.) Gratton \| |             |                                 |         |                 |
|                                                                                                 |             |                                 |         |                 |
| Castagnola 58’ De Andreis 88’                                                                   | Marcatori   | 69’ Renzulli 86’ (rig.) Gratton |         |                 |

#### Girone di ritorno
| Verona 3 febbraio 1952 20ª giornata                           | Verona    | 3 – 0 referto | Salernitana | Stadio Marcantonio Bentegodi |
| \| \| \| \| \| Dini 39’, 43’ Pivatelli 76’ \| Marcatori \| \| |           |               |             |                              |
|                                                               |           |               |             |                              |
| Dini 39’, 43’ Pivatelli 76’                                   | Marcatori |               |             |                              |

| Modena 10 febbraio 1952 21ª giornata | Modena | 0 – 0 referto | Salernitana | Stadio Comunale |

| Salerno 17 febbraio 1952 22ª giornata        | Salernitana | 0 – 1 referto | Catania | Stadio Comunale |
| \| \| \| \| \| \| Marcatori \| 10’ Brondi \| |             |               |         |                 |
|                                              |             |               |         |                 |
|                                              | Marcatori   | 10’ Brondi    |         |                 |

| Salerno 2 marzo 1952 23ª giornata               | Salernitana | 1 – 0 referto | Siracusa | Stadio Comunale |
| \| \| \| \| \| Moltrasio 56’ \| Marcatori \| \| |             |               |          |                 |
|                                                 |             |               |          |                 |
| Moltrasio 56’                                   | Marcatori   |               |          |                 |

| Genova 9 marzo 1952 24ª giornata               | Genoa     | 0 – 1 referto | Salernitana | Stadio Luigi Ferraris |
| \| \| \| \| \| \| Marcatori \| 90+4’ Sotgiu \| |           |               |             |                       |
|                                                |           |               |             |                       |
|                                                | Marcatori | 90+4’ Sotgiu  |             |                       |

| Salerno 16 marzo 1952 25ª giornata                    | Salernitana | 2 – 0 referto | Monza | Stadio Comunale |
| \| \| \| \| \| De Andreis 18’, 54’ \| Marcatori \| \| |             |               |       |                 |
|                                                       |             |               |       |                 |
| De Andreis 18’, 54’                                   | Marcatori   |               |       |                 |

| Piombino 23 marzo 1952 26ª giornata                                  | Piombino  | 1 – 2 referto         | Salernitana | Stadio Magona d'Italia |
| \| \| \| \| \| Biagioli 79’ \| Marcatori \| 23’ Ronchi 58’ Sotgiu \| |           |                       |             |                        |
|                                                                      |           |                       |             |                        |
| Biagioli 79’                                                         | Marcatori | 23’ Ronchi 58’ Sotgiu |             |                        |

| Arbitro: | Liverani (Torino) |

|  |           |           |
|  | Marcatori | 25’ Posio |

| Messina 6 aprile 1952 28ª giornata                                       | Messina   | 2 – 1 referto  | Salernitana | Stadio Giovanni Celeste |
| \| \| \| \| \| Colomban 21’ Koenig 32’ \| Marcatori \| 37’ Fioravanti \| |           |                |             |                         |
|                                                                          |           |                |             |                         |
| Colomban 21’ Koenig 32’                                                  | Marcatori | 37’ Fioravanti |             |                         |

| Salerno 13 aprile 1952 29ª giornata                           | Salernitana | 2 – 0 referto | Fanfulla | Stadio Comunale |
| \| \| \| \| \| Miniussi 61’ Fioravanti 89’ \| Marcatori \| \| |             |               |          |                 |
|                                                               |             |               |          |                 |
| Miniussi 61’ Fioravanti 89’                                   | Marcatori   |               |          |                 |

| Salerno 20 aprile 1952 30ª giornata                                                     | Salernitana | 2 – 2 referto            | Roma | Stadio Comunale |
| \| \| \| \| \| Bertoloni 55’ Fioravanti 83’ \| Marcatori \| 12’ Merlin 21’ Sundqvist \| |             |                          |      |                 |
|                                                                                         |             |                          |      |                 |
| Bertoloni 55’ Fioravanti 83’                                                            | Marcatori   | 12’ Merlin 21’ Sundqvist |      |                 |

| Treviso 27 aprile 1952 31ª giornata                                                       | Treviso   | 4 – 1 referto         | Salernitana | Stadio Comunale |
| \| \| \| \| \| Vascellari 2’ Persi 25’, 40’, 71’ \| Marcatori \| 56’ (rig.) De Andreis \| |           |                       |             |                 |
|                                                                                           |           |                       |             |                 |
| Vascellari 2’ Persi 25’, 40’, 71’                                                         | Marcatori | 56’ (rig.) De Andreis |             |                 |

| Livorno 4 maggio 1952 32ª giornata                       | Livorno   | 1 – 1 referto | Salernitana | Stadio Comunale |
| \| \| \| \| \| Simonti 81’ \| Marcatori \| 44’ Ronchi \| |           |               |             |                 |
|                                                          |           |               |             |                 |
| Simonti 81’                                              | Marcatori | 44’ Ronchi    |             |                 |

| Salerno 11 maggio 1952 33ª giornata                                  | Salernitana | 3 – 1 referto | Stabia | Stadio Comunale |
| \| \| \| \| \| Sotgiu 9’ Ronchi 19’, 67’ \| Marcatori \| 6’ Palma \| |             |               |        |                 |
|                                                                      |             |               |        |                 |
| Sotgiu 9’ Ronchi 19’, 67’                                            | Marcatori   | 6’ Palma      |        |                 |

| Salerno 22 maggio 1952 34ª giornata                                 | Salernitana | 2 – 0 referto | Reggiana | Stadio Comunale |
| \| \| \| \| \| Taccola 44’ De Andreis 89’ (rig.) \| Marcatori \| \| |             |               |          |                 |
|                                                                     |             |               |          |                 |
| Taccola 44’ De Andreis 89’ (rig.)                                   | Marcatori   |               |          |                 |

| Valdagno 1º giugno 1952 35ª giornata             | Marzotto Valdagno | 0 – 1 referto  | Salernitana | Stadio dei Fiori |
| \| \| \| \| \| \| Marcatori \| 34’ De Andreis \| |                   |                |             |                  |
|                                                  |                   |                |             |                  |
|                                                  | Marcatori         | 34’ De Andreis |             |                  |

| Venezia 8 giugno 1952 36ª giornata                                           | Venezia   | 4 – 0 referto | Salernitana | Stadio Pierluigi Penzo |
| \| \| \| \| \| Nordio 23’ Calcaterra 32’ Capelli 67’, 89’ \| Marcatori \| \| |           |               |             |                        |
|                                                                              |           |               |             |                        |
| Nordio 23’ Calcaterra 32’ Capelli 67’, 89’                                   | Marcatori |               |             |                        |

| Salerno 15 giugno 1952 37ª giornata | Salernitana | 0 – 0 referto | Pisa | Stadio Comunale |

| Vicenza 22 giugno 1952 38ª giornata                       | Vicenza   | 1 – 1 referto | Salernitana | Stadio Romeo Menti |
| \| \| \| \| \| Gratton 16’ \| Marcatori \| 40’ Bertoli \| |           |               |             |                    |
|                                                           |           |               |             |                    |
| Gratton 16’                                               | Marcatori | 40’ Bertoli   |             |                    |

## Statistiche

### Statistiche di squadra
| Competizione | Punti | In casa | In casa | In casa | In casa | In casa | In casa | In trasferta | In trasferta | In trasferta | In trasferta | In trasferta | In trasferta | Totale | Totale | Totale | Totale | Totale | Totale | DR |
| Competizione | Punti | G       | V       | N       | P       | Gf      | Gs      | G            | V            | N            | P            | Gf           | Gs           | G      | V      | N      | P      | Gf     | Gs     | DR |
| ------------ | ----- | ------- | ------- | ------- | ------- | ------- | ------- | ------------ | ------------ | ------------ | ------------ | ------------ | ------------ | ------ | ------ | ------ | ------ | ------ | ------ | -- |
| Serie B      | 39    | 19      | 10      | 5       | 4       | 30      | 15      | 19           | 3            | 8            | 8            | 14           | 28           | 38     | 13     | 13     | 12     | 44     | 43     | +1 |

### Andamento in campionato
| Giornata  | 1 | 2 | 3 | 4 | 5 | 6  | 7 | 8  | 9  | 10 | 11 | 12 | 13 | 14 | 15 | 16 | 17 | 18 | 19 | 20 | 21 | 22 | 23 | 24 | 25 | 26 | 27 | 28 | 29 | 30 | 31 | 32 | 33 | 34 | 35 | 36 | 37 | 38 |
| --------- | - | - | - | - | - | -- | - | -- | -- | -- | -- | -- | -- | -- | -- | -- | -- | -- | -- | -- | -- | -- | -- | -- | -- | -- | -- | -- | -- | -- | -- | -- | -- | -- | -- | -- | -- | -- |
| Luogo     | C | C | N | T | C | T  | N | T  | N  | T  | T  | C  | C  | T  | T  | C  | C  | T  | C  | T  | T  | C  | C  | T  | C  | T  | C  | T  | C  | C  | T  | T  | C  | C  | T  | T  | C  | T  |
| Risultato | V | V | N | P | P | P  | V | N  | P  | N  | P  | N  | V  | N  | P  | V  | N  | N  | N  | P  | N  | P  | V  | V  | V  | V  | P  | P  | V  | N  | P  | N  | V  | V  | V  | P  | N  | N  |
| Posizione | 2 | 1 | 2 | 8 | 9 | 12 | 9 | 10 | 12 | 11 | 13 | 13 | 11 | 10 | 13 | 11 | 11 | 11 | 9  | 11 | 11 | 12 | 12 | 10 | 10 | 9  | 9  | 10 | 10 | 9  | 12 | 12 | 11 | 8  | 7  | 11 | 9  | 8  |

Fonte:  Serie B - Classifiche, su calciometro.it. URL consultato il 12 maggio 2019 (archiviato dall'url originale il 10 gennaio 2015).
Legenda:

Luogo: N = Campo neutro; C = Casa; T = Trasferta. Risultato: V = Vittoria; N = Pareggio; P = Sconfitta.

### Statistiche dei giocatori
Fonte
| Giocatore     | Serie B  | Serie B | Serie B     | Serie B    |
| Giocatore     | Presenze | Reti    | Ammonizioni | Espulsioni |
| ------------- | -------- | ------- | ----------- | ---------- |
| B. Bertoli    | 35       | 1       | ?           | ?          |
| Q. Bertoloni  | 32       | 3       | ?           | ?          |
| B. Cabas      | 22       | 2       | ?           | ?          |
| G. Castagnola | 24       | 4       | ?           | ?          |
| A. D'Ambrosi  | 18       | -21     | ?           | ?          |
| G. Dardo      | 3        | 0       | ?           | ?          |
| C. De Andreis | 27       | 11      | ?           | ?          |
| R. Fioravanti | 10       | 3       | ?           | ?          |
| D. Fragni     | 36       | 0       | ?           | ?          |
| A. Gioia      | 4        | 0       | ?           | ?          |
| F. Giraudo    | 15       | 5       | ?           | ?          |
| A. Griffith   | 23       | 0       | ?           | ?          |
| P. Miniussi   | 25       | 1       | ?           | ?          |
| L. Moltrasio  | 31       | 3       | ?           | ?          |
| M. Ronchi     | 17       | 4       | ?           | ?          |
| G. Silingardi | 20       | -20     | ?           | ?          |
| P. Sotgiu     | 20       | 3       | ?           | ?          |
| M. Taccola    | 36       | 2       | ?           | ?          |
| M. Tuccini    | 18       | 0       | ?           | ?          |